# 若松町 (所沢市)
若松町（わかまつちょう）は、埼玉県所沢市の町名。単独町名で丁目の設定は無い。郵便番号は359-0032。

## 地理
所沢市の中央部に位置し、並木地区に所属する。
所沢航空記念公園の東側に隣接する町域で、近隣の北原町、下新井、こぶし町、並木と接する。町境西端を南北に埼玉県道56号さいたまふじみ野所沢線が通過している。

## 歴史
- 1975年（昭和50年）7月1日 - 住居表示実施により、大字下新井の一部から若松町が成立する[5]。

## 世帯数と人口
2017年（平成29年）9月30日現在の世帯数と人口は以下の通りである。
| 町丁   | 世帯数  | 人口    |
| ------ | ------- | ------- |
| 若松町 | 789世帯 | 1,810人 |

## 交通

### 鉄道
地内に鉄道は敷設されていない。最寄駅は公園敷地の向い側に隣接する西武新宿線航空公園駅。

### バス
- 西武バス（航空公園駅行き/所沢駅東口行き/大宮駅西口行き ほか） - 地内のバス停は、「こぶし団地入口」･「秩父学園入口」・「秩父学園前」・「若松町」。

### 道路
- 埼玉県道56号さいたまふじみ野所沢線

交差点
- 「航空管制部前」
- 「こぶし団地入口」

## 施設
公共
- 若松町会館

## 小・中学校の学区
市立小・中学校に通う場合の学区（校区）は以下の通り。
| 町丁   | 番・番地 | 小学校                       | 中学校                     |
| ------ | -------- | ---------------------------- | -------------------------- |
| 若松町 | 全域     | 所沢市立若松小学校（下新井） | 所沢市立中央中学校（並木） |